# Phyllotexta latens
Phyllotexta latens (лат.) — вид вымерших насекомых семейства Maguviopseidae (Prosboloidea) из подотряда цикадовых отряда полужесткокрылых. Единственный вид в составе рода Phyllotexta. Древнейшие находки происходят из триаса Азии (Мадиген, Кыргызстан).

## Описание
Длина от 6,2 до 8,4 мм. Вид был впервые описан по отпечаткам в 2011 году российским палеоэнтомологом Дмитрием Щербаковым (Палеонтологический институт РАН, Москва, Россия). Среди сестринских таксонов: †Falcarta, Nonescyta, Fasolinka, Krendelia, Maguviopsis, Asiocula, Nevicia, Cuanoma, Sacvoyagea, Sitechka.